# Oostenrijk op het Eurovisiesongfestival 1988
Oostenrijk nam deel aan het  Eurovisiesongfestival 1988, dat gehouden werd in Dublin, Ierland. Het was de 27ste deelname van het land aan het festival.

## Selectieprocedure
Net zoals het voorgaande jaar koos de Oostenrijkse omroep voor een interne selectie om haar kandidaat voor het festival aan te duiden. Uiteindelijk viel de keuze op de zanger Wilfried met het lied Lisa Mona Lisa.

## In Dublin
Op het songfestival in Ierland moest Oostenrijk aantreden als twaalfde, na Duitsland en voorafgaand aan Denemarken. Na de puntentelling bleek dat Wilfried op de 21ste en laatste plaats was geëindigd met nul punten. Nederland en België gaven dus ook geen punten aan deze Oostenrijkse inzending. Het was de zesde keer in de geschiedenis dat Oostenrijk laatste werd op het songfestival.

### Gekregen punten

#### Finale
| 12 punten | 10 punten | 8 punten | 7 punten | 6 punten |
| --------- | --------- | -------- | -------- | -------- |
|           |           |          |          |          |
| 5 punten  | 4 punten  | 3 punten | 2 punten | 1 punt   |
|           |           |          |          |          |

### Punten gegeven door Oostenrijk

#### Finale
Punten gegeven in de finale:
| 12 punten | Denemarken          |
| 10 punten | Verenigd Koninkrijk |
| 8 punten  | Spanje              |
| 7 punten  | Frankrijk           |
| 6 punten  | Ierland             |
| 5 punten  | Italië              |
| 4 punten  | Joegoslavië         |
| 3 punten  | Noorwegen           |
| 2 punten  | Israël              |
| 1 punt    | Luxemburg           |

1957 · 1958 · 1959 · 1960 · 1961 · 1962 · 1963 · 1964 · 1965 · 1966 · 1967 · 1968 · 1969-1970 · 1971 · 1972 · 1973-1975 · 1976 · 1977 · 1978 · 1979 · 1980 · 1981 · 1982 · 1983 · 1984 · 1985 · 1986 · 1987 · 1988 · 1989 · 1990 · 1991 · 1992 · 1993 · 1994 · 1995 · 1996 · 1997 · 1998 · 1999 · 2000 · 2001 · 2002 · 2003 · 2004 · 2005 · 2006 · 2007 · 2008-2010 · 2011 · 2012 · 2013 · 2014 · 2015 · 2016 · 2017 · 2018 · 2019 · 2020 · 2021 · 2022 · 2023 · 2024 · 2025